# Hector, Nova York
Hector é uma cidade no canto nordeste do Condado de Schuyler, em Nova York, Estados Unidos. A população era de 4.854 pessoas no censo de 2000.

## Geografia
De acordo com o United States Census Bureau, a cidade tem uma área total de 112.5 sq mi (291 km2), dos quais, 102.5 sq mi (265 km2) é terra e 10.0 sq mi (26 km2) é água
De acordo com o censo de 2000, havia 4.854 pessoas, 1.872 domicílios e 1.349 famílias morando na cidade.